# Gasteracantha aciculata
Gasteracantha aciculata är en spindelart som först beskrevs av Pocock 1899.  Gasteracantha aciculata ingår i släktet Gasteracantha och familjen hjulspindlar. Inga underarter finns listade i Catalogue of Life.